# Достик (Достицький сільський округ)
Дости́к (каз. Достық) — село у складі Мактааральського району Туркестанської області Казахстану. Входить до складу Достицького сільського округу.
У радянські часи село називалось Ждановське.
Населення — 3163 особи (2021; 2594 у 2009, 2298 у 1999, 1997 у 1989).